# أطلس (حرير)

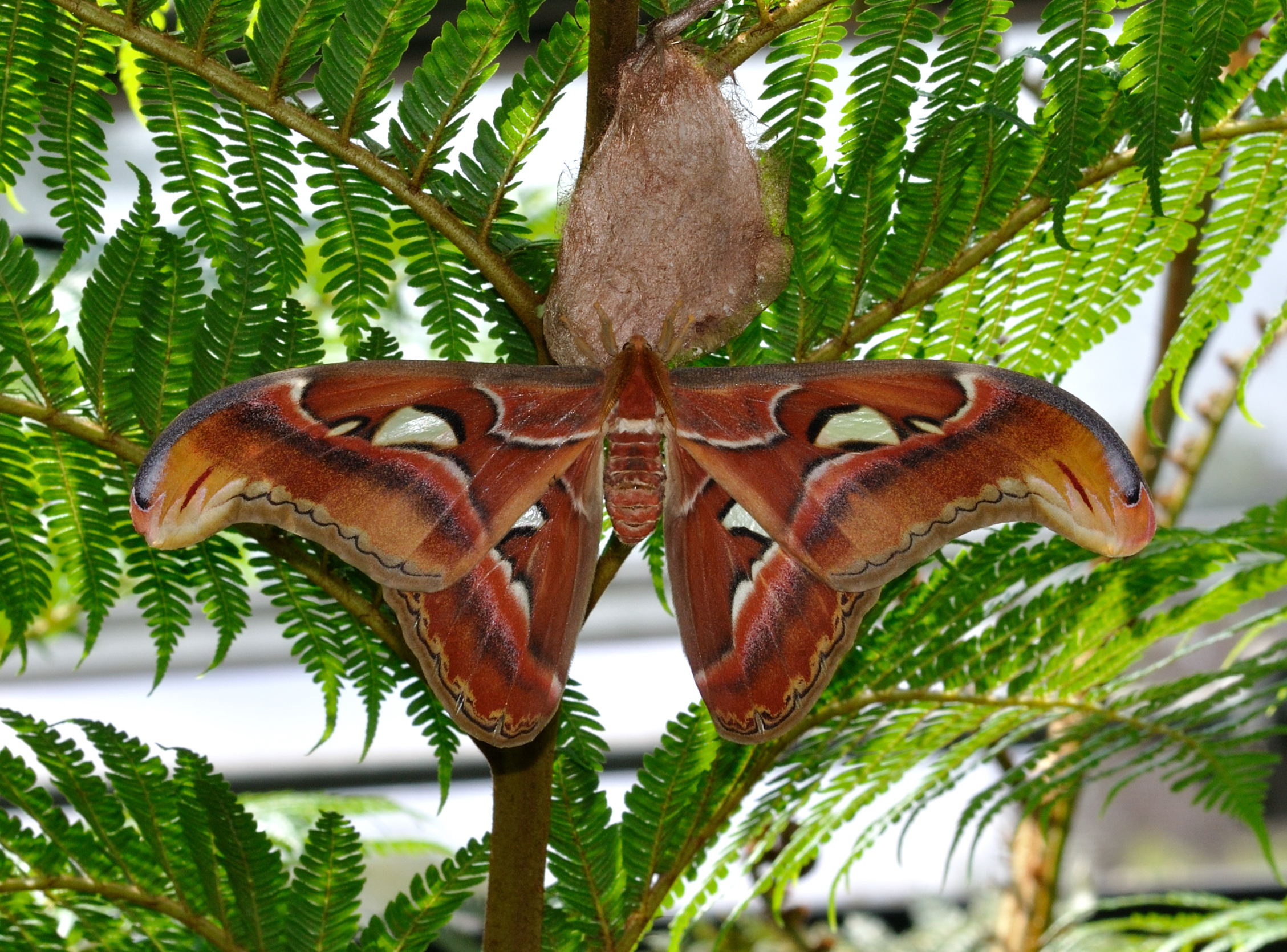
عثة الأطلس مع فيلجتها

الأَطْلَسُ هو نوع من الحرير تنتجه عثة الأطلس.